# Albaretto della Torre
Albaretto della Torre (Albarèj in piemontese) è un comune italiano di 210 abitanti della provincia di Cuneo in Piemonte.

## Geografia fisica
Il comune è situato su una dorsale collinare posta tra le valli del Belbo e del Tallòria : il paese è rappresentato dalla torre, risalente al Duecento, che ancora svetta, ben conservata, vicino alla casa parrocchiale.

## Storia
L'origine romana del comune è dimostrata da ritrovamenti archeologici.
La storia antica è poco nota, così come sono dubbie alcune definizioni toponomastiche per spiegare l'origine del nome.
Alcuni studiosi sostengono che il termine Albaretto comprenda il termine piemontese abra il cui significato è: luogo ricco di vegetazione, in particolare di pioppi.
L'archivio comunale conserva una lettera del comandante Brandale Lucioni, conosciuto anche come 'Branda de Lucioni'. In tale documento vengono ipotizzate tattiche di guerriglia utili a sconfiggere i giacobini Francesi invasori, utilizzando lance, pertiche, tridenti, archibugi e turni di sentinella sui campanili dei paesi.
Nel Medioevo fece parte del Marchesato di Gorzegno.

### Simboli
Lo stemma del comune di Albaretto della Torre è uno scudo di forma gotica che rappresenta,  su campo di cielo, un pioppo e una torre quadrata al naturale, ombreggianti in sbarra, entrambi fondati sulla pianura erbosa di verde, con ornamenti esteriori da Comune.
Può essere definito un'arma parlante, con le figure dell'albero affiancato dalla torre con riferimento al toponimo Albaretto che probabilmente deriva dalla parola dialettale albra ("pioppo", a sua volta derivato da arbor, "albero") con il suffisso -etum ad indicare quindi un bosco caratterizzato dalla presenza di pioppi.
Il gonfalone è un drappo di rosso.

## Società

### Evoluzione demografica
Abitanti censiti

## Economia
Un tempo era basata soprattutto sui vigneti mentre attualmente ha trovato nel nocciolo una consistente possibilità di reddito.

## Amministrazione
| Periodo        | Periodo        | Primo cittadino         | Partito                                 | Carica  | Note  |
| -------------- | -------------- | ----------------------- | --------------------------------------- | ------- | ----- |
| 20 giugno 1985 | 22 maggio 1990 | Claudio Giovanni Borgna | Partito Socialista Democratico Italiano | Sindaco | [ 6 ] |
| 22 maggio 1990 | 24 aprile 1995 | Claudio Giovanni Borgna | DC                                      | Sindaco | [ 6 ] |
| 24 aprile 1995 | 14 giugno 1999 | Claudio Giovanni Borgna | Centro-destra                           | Sindaco | [ 6 ] |
| 14 giugno 1999 | 14 giugno 2004 | Claudio Giovanni Borgna | Indipendente                            | Sindaco | [ 6 ] |
| 14 giugno 2004 | 8 giugno 2009  | Carlo Conterno          | Lista civica                            | Sindaco | [ 6 ] |
| 8 giugno 2009  | 26 maggio 2014 | Ivan Borgna             | Lista civica                            | Sindaco | [ 6 ] |
| 26 maggio 2014 | 27 maggio 2019 | Ivan Borgna             | Lista civica Progetto                   | Sindaco | [ 6 ] |
| 27 maggio 2019 | 9 giugno 2024  | Luca Borgna             | Lista civica                            | Sindaco | [ 6 ] |
| 9 giugno 2024  | in carica      | Luca Borgna             | Lista civica                            | Sindaco | [ 6 ] |